# C16H16N2
分子式C16H16N2（摩尔质量：236.31 g/mol）可以指：
- 麦角碱，CAS号：478-91-1
- 3,4,7,8-四甲基-1,10-菲罗啉，CAS号：1660-93-1
- 乙酰苯吖嗪，CAS号：729-43-1

|  | 这个同类索引页列出了具有相同分子式的化学物（即同分異構體）条目。 除非您是有意链接至本页，否则应将相应条目的内部链接指向正确的条目。 |